# Erbrée
Erbrée est une commune française située dans le département d'Ille-et-Vilaine en région Bretagne, peuplée de 1 713 habitants (les Erbréens).

## Géographie

### Situation

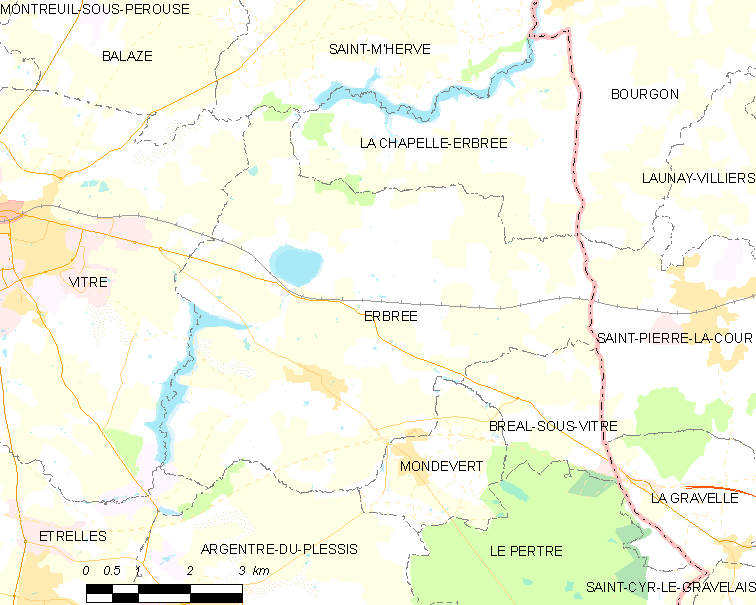
Carte de la commune d'Erbrée.

Erbrée se situe en Bretagne, dans l'est du département d'Ille-et-Vilaine plus précisément, à quelques kilomètres à l'est de Vitré, à la limite orientale de la Bretagne, faisant partie des Marches de Bretagne (un sentier piétonnier traversant la commune s'appelle d'ailleurs « GR Tour des Marches de Bretagne »). La commune se trouve à proximité de grandes villes comme Vitré, Rennes, Laval, ou Fougères.

### Communes limitrophes
|          | Saint-M'Hervé                  | La Chapelle-Erbrée             |
| Vitré    | Erbrée                         | Saint-Pierre-la-Cour (Mayenne) |
| Étrelles | Argentré-du-Plessis, Mondevert | Bréal-sous-Vitré               |

### Hydrologie et relief
La commune est située dans la partie amont (rive gauche) du bassin de la Vilaine, laquelle sert de limite nord à son finage, la séparant de la commune de Saint-M'Hervé, aux alentours du château des Nétumières, juste en aval de l'étang de Haute-Vilaine. Mais la commune est surtout traversée par la Valière, affluent de rive gauche de la Vilaine, qui traverse la partie nord du territoire communal, coulant d'est en ouest, qui sert aussi de limite ouest de la commune, la séparant de celle de Vitré, au niveau de l'étang de la Valière (un lac de barrage écrêteur de crue) et ses propres affluents, notamment le ruisseau de l'Andronnière, qui alimente l'étang de Paintourteau, le ruisseau de Moulin du Bois (qui porte aussi pour sa partie aval le nom de ruisseau de Geslin), le ruisseau du Passoir dont le cours sert de limite sud à la commune, la séparant de celle d'Argentré-du-Plessis.
La commune, très vallonnée en raison de la densité de son réseau hydrographique, enregistre ses altitudes les plus élevées dans la partie orientale de son finage, presque à la limite avec le département de la Mayenne (162 mètres d'altitude au lieu-dit Petit Rocher) ; les altitudes les plus basses se rencontrent dans les vallées des cours d'eau précités encaissés généralement, du moins pour leurs parties aval, d'une cinquantaine de mètres par rapport aux interfluves (l'étang de Paintourteau est légèrement en dessous de 100 mètres d'altitude ; le plan d'eau de la Valière est vers 85 mètres d'altitude ; mais l'altitude la plus basse du territoire communal est située dans la vallée de la Vilaine, qui coule vers 75 mètres d'altitude à proximité du château des Nétumières).

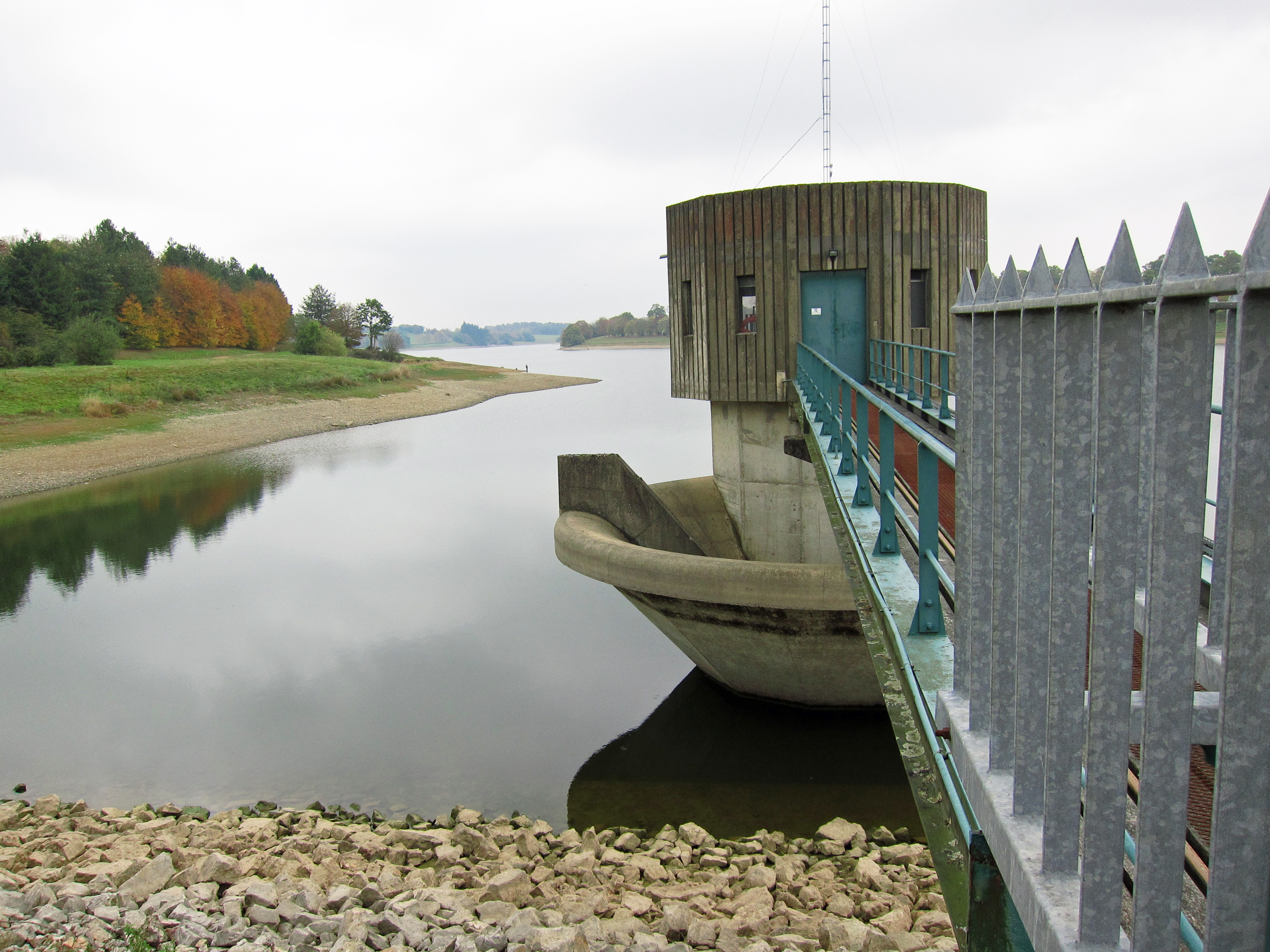
Le barrage de la Valière.
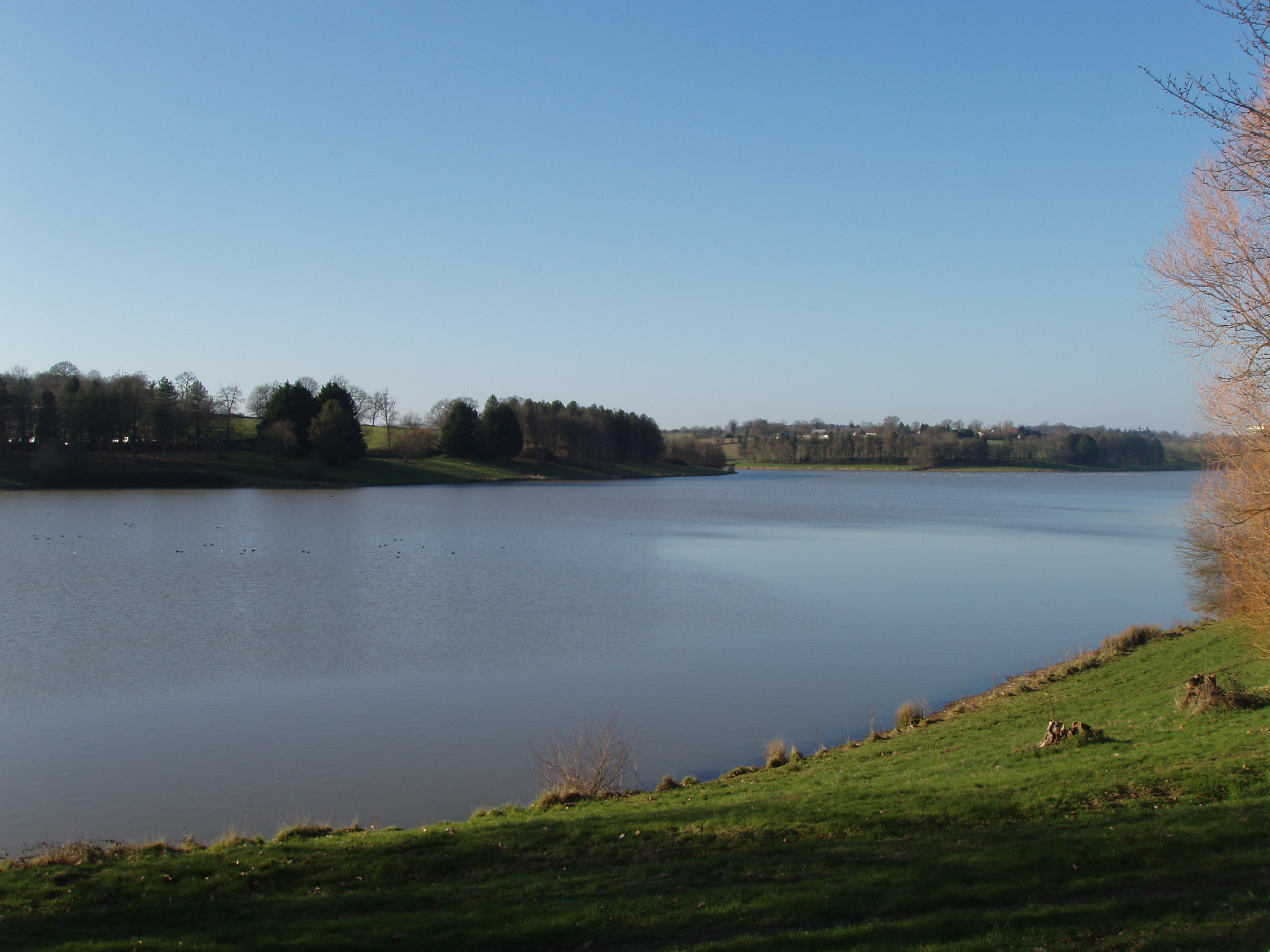
Le plan d'eau de la Valière : vue d'ensemble.
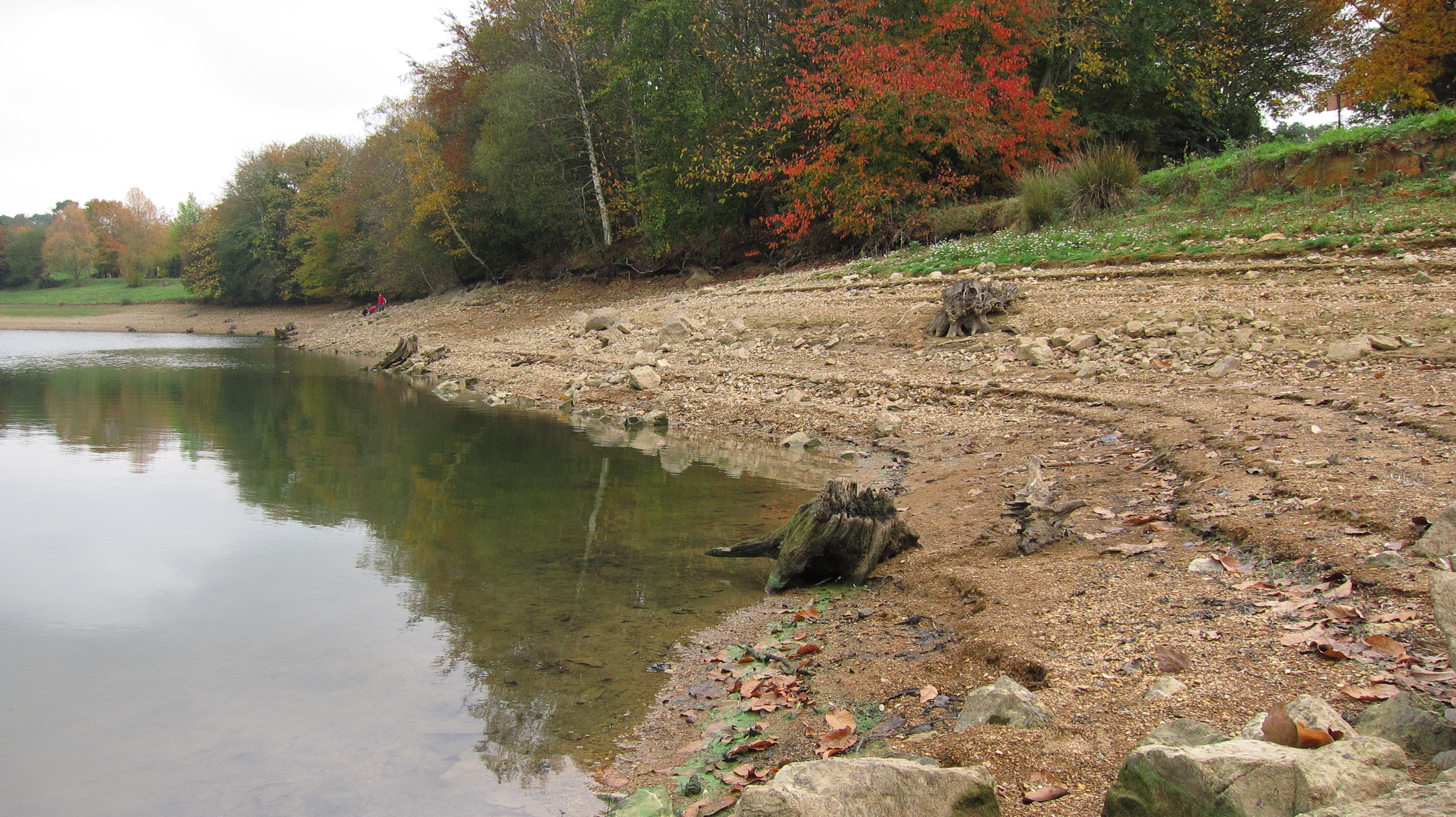
Rive de l'étang de la Valière en période de basses-eaux.
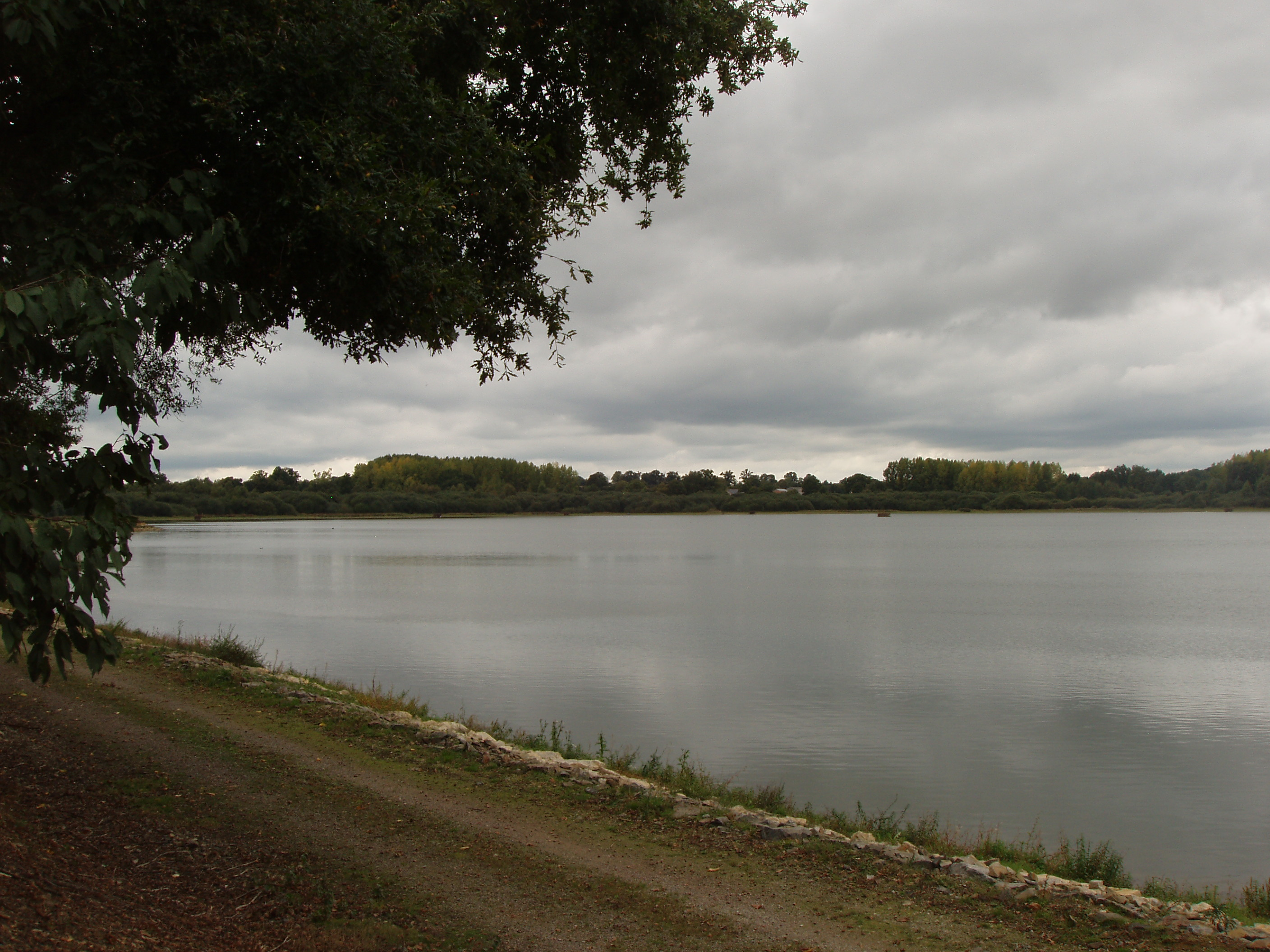
L'étang de Paintourteau vu de la rive nord.

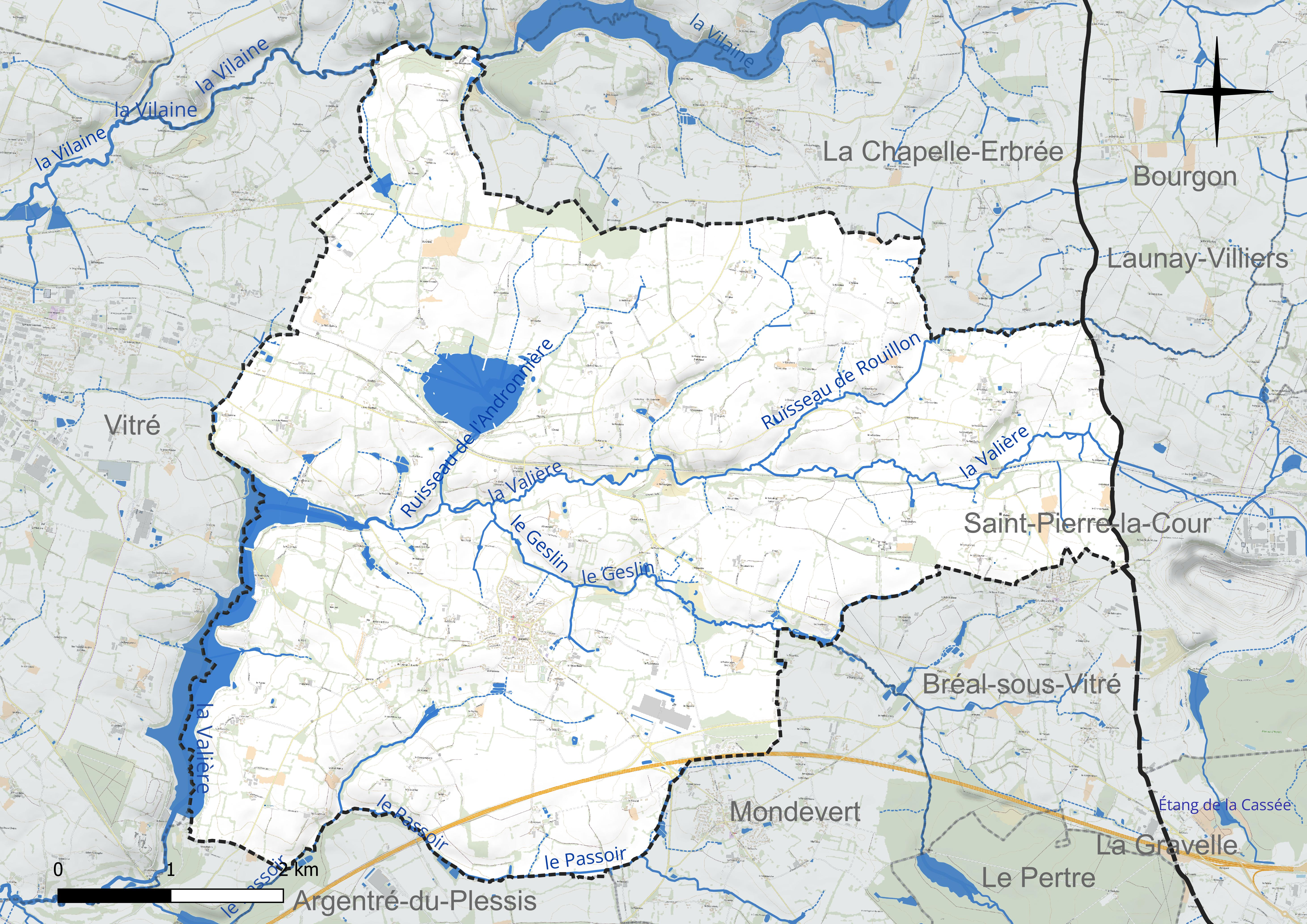
Réseau hydrographique d'Erbrée.

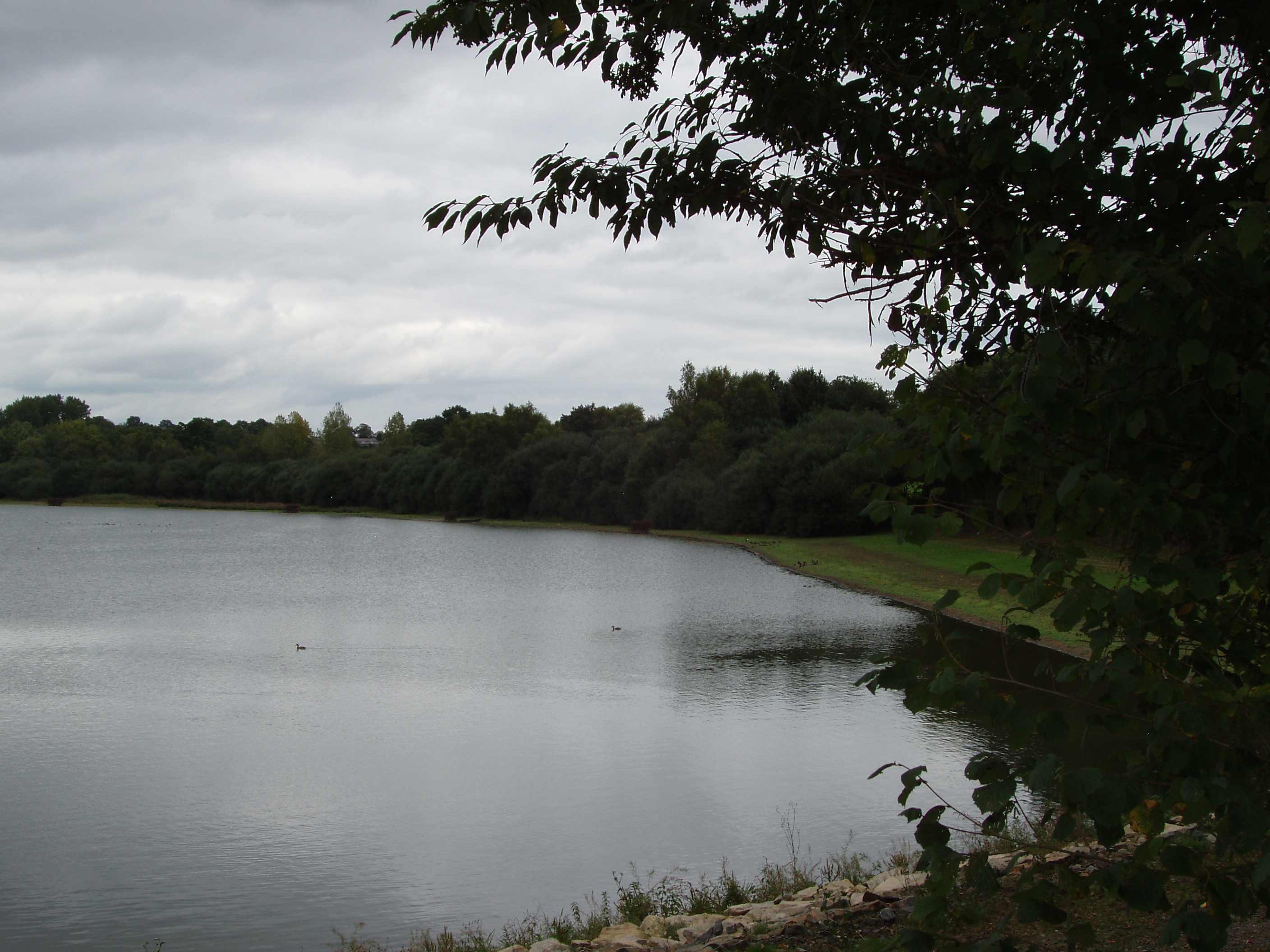
L'étang de Paintourteau vu de la rive sud.

### Paysages
La commune présente traditionnellement un paysage de bocage (modifié et aéré par les remembrements intervenus) avec un habitat dispersé en de nombreux écarts (hameaux et fermes isolées).
La commune abrite deux zones naturelles d'intérêt écologique, faunistique et floristique :
- l'étang de Paintourteau (70 ha), un des étangs mésotrophes initiaux d'Ille-et-Vilaine[1] ;
- la tourbière des Petits Prés, réserve de l'association Bretagne vivante[2].

À noter aussi l'étang de la Valière, qui sert notamment à alimenter en eau potable tout le pays de Vitré.

### Transports
La commune est desservie par la ligne de bus no 5 de Vitré Communauté.
L'ancienne RN 12 jusqu'en 1952), devenue par la suite RN 157 et désormais RD 857 traverse la partie nord du territoire communal. La voie express, actuelle RN 157, traverse la partie sud du territoire communal, un demi-échangeur desservant Erbrée en direction ou en provenance de Rennes ; par contre il faut se rendre à l'échangeur de La Gravelle, au début de l'autoroute A81 pour les communications routières en direction ou en provenance de Paris. Une aire de service dite d'Erbrée a été installée dans le sens Paris-Rennes sur la dite voie express RN 157.
Le bourg d'Erbrée est à l'écart de ces axes principaux de circulation routière et n'est directement desservi que par de modestes routes départementales (D 29, D 110).
La voie ferrée traditionnelle allant de Paris à Brest via Rennes traverse aussi la partie nord du territoire communal, longeant la rive sud de l'étang de Paintourteau, mais Erbrée ne dispose pas de gare, la plus proche étant celle de Vitré. Par contre la LGV Bretagne-Pays de la Loire passe nettement plus au sud, ne traversant pas la commune d'Erbrée.
Une ligne électrique à haute tension à 400 000 volts, allant de Beaulieu-sur-Oudon à Domloup, traverse aussi la partie nord du territoire communal. En janvier 2009, François de Rugy et Yannick Jadot étaient présents pour une pose symbolique de panneau "village hors tension" afin d'informer la population sur les risques potentiels des lignes à très haute tension.

### Climat
Pour des articles plus généraux, voir Climat de la Bretagne et Climat d'Ille-et-Vilaine.
En 2010, le climat de la commune est de type climat océanique franc, selon une étude du CNRS s'appuyant sur une série de données couvrant la période 1971-2000. En 2020, Météo-France publie une typologie des climats de la France métropolitaine dans laquelle la commune est exposée à un climat océanique et est dans la région climatique  Bretagne orientale et méridionale, Pays nantais, Vendée, caractérisée par une faible pluviométrie en été et une bonne insolation. Parallèlement l'observatoire de l'environnement en Bretagne publie en 2020 un zonage climatique de la région Bretagne, s'appuyant sur des données de Météo-France de 2009. La commune est, selon ce zonage, dans la zone « Sud Est », avec des étés relativement chauds et ensoleillés.  
Pour la période 1971-2000, la température annuelle moyenne est de 11,1 °C, avec une amplitude thermique annuelle de 13,5 °C. Le cumul annuel moyen de précipitations est de 807 mm, avec 13,3 jours de précipitations en janvier et 7,4 jours en juillet. Pour la période 1991-2020, la température moyenne annuelle observée sur la station météorologique la plus proche, située sur la commune de Launay-Villiers à 9 km à vol d'oiseau, est de 11,6 °C et le cumul annuel moyen de précipitations est de 862,6 mm,. Pour l'avenir, les paramètres climatiques de la commune estimés pour 2050 selon différents scénarios d'émission de gaz à effet de serre sont consultables sur un site dédié publié par Météo-France en novembre 2022.

## Urbanisme

### Typologie
Au 1er janvier 2024, Erbrée est catégorisée bourg rural, selon la nouvelle grille communale de densité à sept niveaux définie par l'Insee en 2022.
Elle est située hors unité urbaine. Par ailleurs la commune fait partie de l'aire d'attraction de Vitré, dont elle est une commune de la couronne,. Cette aire, qui regroupe 30 communes, est catégorisée dans les aires de 50 000 à moins de 200 000 habitants,.

### Occupation des sols
L'occupation des sols de la commune, telle qu'elle ressort de la base de données européenne d’occupation biophysique des sols Corine Land Cover (CLC), est marquée par l'importance des territoires agricoles (93 % en 2018), en diminution par rapport à 1990 (94,6 %). La répartition détaillée en 2018 est la suivante : 
terres arables (52,3 %), prairies (30,9 %), zones agricoles hétérogènes (9,8 %), eaux continentales (3,2 %), zones urbanisées (1,8 %), forêts (1,1 %), zones industrielles ou commerciales et réseaux de communication (0,7 %), espaces verts artificialisés, non agricoles (0,1 %). L'évolution de l’occupation des sols de la commune et de ses infrastructures peut être observée sur les différentes représentations cartographiques du territoire : la carte de Cassini (XVIIIe siècle), la carte d'état-major (1820-1866) et les cartes ou photos aériennes de l'IGN pour la période actuelle (1950 à aujourd'hui).

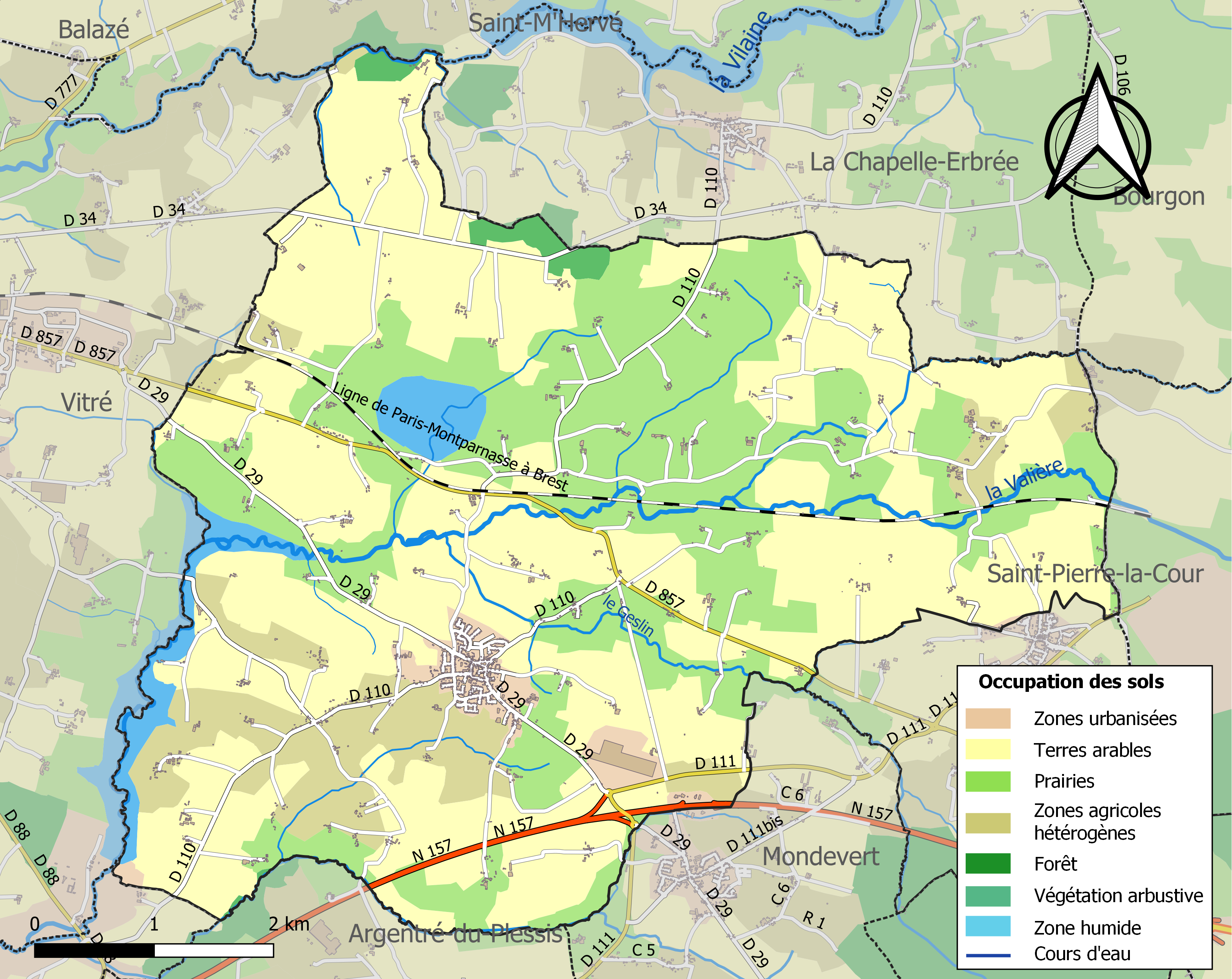
Carte des infrastructures et de l'occupation des sols de la commune en 2018 (CLC).

## Toponymie
Le nom de la localité est attesté sous les formes Arbraio en 1049; Erbreacensis en 1104; Arbreia en 1197; Erbreia en 1210, Herbreia en 1590.
Selon Albert Dauzat, il s'agit d'un type toponymique gallo-roman basée sur le mot arbor « arbre », suivi du suffixe collectif -ēta, qui sert notamment à désigner un ensemble d'arbre appartenant à la même espèce, d'où le suffixe français -aie (chênaie, peupleraie, etc.). Le sens global est donc celui de « lieu planté d'arbres ». Ce nom a dû désigner une plantation artificielle.
Remarque : si la forme la plus ancienne est correcte, on peut penser à une formation initiale en -ētum qui a donné l'ancien suffixe masculin -ay de même sens (un chênay, etc.), féminisé par la suite. Dans ce cas, Erbrée est identique à Erbray (Loire-Atlantique, Arbreio 1160). Cependant, dans les deux exemples, le seul suffixe véritablement identifié dans les formes anciennes est le suffixe gaulois -acum qui pouvait être utilisé de la même manière, d'où la forme Erbreac[-ensis] en 1104 (et Erbray, Arbraiacum 1123). On peut donc se demander s'il ne s'agit pas de ce suffixe, plutôt que de -ētum.

## Histoire

### Moyen Âge
L'église et le presbytère d'Erbrée furent fondés en 1104 par les seigneurs du lieu. En 1199, Jean, chevalier, seigneur d'Erbrée, donna au prieuré Sainte-Croix de Vitré (qui dépendait de l'abbaye de Marmoutier) le tiers de sa terre, située dans la lande Pierre.
Le manoir de La Haie a été le berceau de la famille de la Hay, qui était originellement seigneurs d'Erbrée. Paul Hay, en 1633, réunit cette seigneurie à celle des Nétumières et obtint l'érection de celle-ci en baronnie.
Un mémoire de Jean de Gennes du Mée indique que son frère Bodynais de Gennes du Mée est mort le 15 août 1521, en son manoir de la Brosse, paroisse d'Erbrée.
L'ancienne église paroissiale Saint-Martin, dédiée à saint Martin, datait en grande partie du XVe siècle, mais fut détruite au milieu du XIXe siècle.

### Époque moderne
Le manoir des Bretonnières fut détruit pendant les guerres de la Ligue, mais il fut reconstruit en 1600 par la famille Morel, ainsi que sa chapelle, qui porte la date de 1598 sur sa pierre de fondation. En 1618, Jean Bonet, recteur de la paroisse, obtint, à la suite d'un procès qu'il intenta au seigneur des Bretonnières, le droit de percevoir les offrandes qui se faisaient dans cette chapelle. Les autres maisons nobles de la paroisse étaient la Ramerie, les Landes, la Huperie, la Tournelière, les Mottes et le Chardronet. Il faut y ajouter les Nétumières et Breilmanfany, cette dernière constituant une enclave de la paroisse d'Erbrée au sein de celle d'Argentré, qui fut annexée en 1790 par la commune d'Argentré.
Aux XVIIe siècle et XVIIIe siècle, les dîmes d'Erbrée, étaient partagées entre le recteur et le prieur de Sainte-Croix de Vitré. Il existait alors à Erbrée une confrérie, la confrérie du Rosaire, fondée de 36 livres de rentes. Six chapelles existaient dans la paroisse : la chapelle Saint-Jérôme du Boisblin (annexée en 1686 par la paroisse de Bréal ; elle fut reconstruite en 1771), la chapelle Saint-André des Bretonnières, la chapelle Notre-Dame des Nétumières (qui datait du XVe siècle), la chapelle Sainte-Magdeleine de Mondevert (devenue par la suite l'église paroissiale de Mondevert), la chapelle de la Picotière et la chapelle de la Haute-Maison (ces deux dernières déjà abandonnées depuis longtemps).
Une épidémie de dysenterie fit des ravages en 1756 : « les paroisses les plus affligées sont celles de Balazé, Châtillon-en-Vendelais, Étrelles, Erbrée, Teillé [en fait Taillis), Saint-Christophe-des-Bois, Saint-Jean-sur-Vilaine et les environs de Saint-Martin de Vitré. Il y a, à ce qu'on m'a assuré, dans ces paroisses, quatre, cinq ou six enterrements par jour et, ce qu'il y a de plus touchant dans une pareille désolation, c'est que la plupart des gens de campagne s'abandonnent, et qu'ne quelques endroits on n'a pas pu faire la récolte de blé noir faute de monde » écrit le subdélégué Charil.
Jean-Baptiste Ogée décrit ainsi Erbrée en 1778 :

« Erbrée (...) ; à 9 lieues à l'est de Rennes, son évêché et son ressort et à une lieue et demie de Vitré, sa subdélégation. La cure est à l'Ordinaire [ce qui fut démenti par A. Marteville et P. Varin, continuateurs d'Ogée, qui précisent qu'elle dépendait de l'abbaye de Marmoutier]. On y compte, y compris ceux de Mondevert, sa trève, 1800 communiants. (...) La rivière de Vilaine tire une partie de sa source de l'étang de Paintourteau, qui se trouve à un quart de lieue de ce bourg, et sur son territoire, qui est coupé de ruisseaux qui vont se jeter dans cette rivière, où sont plusieurs étangs avec des moulins. Ce pays est environné de coteaux et forme un pays plat, où l'on voit des terres fertiles, des pâturages abondants, beaucoup de fruits, du lin et peu de landes »

### Révolution française
Dans un rapport daté du 9 décembre 1793, les autorités d'Ernée écrivent que des paysans d'Argentré, Le Pertre, Mondevert, Erbrée, La Chapelle-Erbrée, Bréal, Saint-M'Hervé, Montautour et Balazé avaient « porté leurs grain aux insurgés pendant leur séjour à Laval ».
Erbrée fait partie des communes déclarées totalement insurgées en 1793-1794.

### LeXIXesiècle
A. Marteville et P. Varin, continuateurs d'Ogée, décrivent ainsi Erbrée en 1843 :

« Erbrée (sous l'invocation de saint Martin), commune formée par l'ancienne paroisse de ce nom, moins son ancienne trève, Mondevert, qui est devenue commune. (...) Principaux villages : la Goderie, Mont-de-Bœuf, la Noé-Besnier, la Jouavrie, l'Orière, la Boufardière, les Échampis, la Huberdière, la Haute et Basse-Ente, le Pâtis-Morin, le Bois-de-la-Lande, les Poiriers, le Mézard, Poncéard, la Bourgonnerie, le Brey-Marie, le Bois-Jary, la Harlière, la Vieuville, Boufort. Châtaux et maisons remarquables : les Nétumières, le Bois-Blin, les Bretonnières, le Bois-de-Beau, la Picotière. Superficie totale : 3552 hectares (...) dont terres labourables 2197 ha, prés et pâtures 575 ha, bois 282 ha, jardins et vergers 44 ha, canaux et étangs 71 ha (...). Moulins : 5 (de Rideux, de Paintourteau, de Libaret, de la Haie, de Geslin). (...) Le terrain de cette commune est généralement accidenté, et l'on doit citer les vues dont l'on jouit au Petit-Rocher, au Bois-Blin, etc. La commune est traversée de l'est à l'ouest par la route nationale n°12, de Paris à Brest. Elle est limitée à l'ouest en partie, puis traversée de l'est à l'ouest, par l'une des branches de la rivière de Vilaine [en fait la Valière], et enfin limitée vers le nord-ouest par l'autre branche de cette rivière [la Vilaine proprement dite]. Les écrevisses sont rares en Bretagne ; on en trouve dans la partie du cours de la Vilaine [La Valière en fait] qui est la plus proche de sa source. Il y a plusieurs fours à chaux ; le calcaire qu'ils emploient n'est pas extrait dans la commune, mais dans les communes limitrophes du département de la Mayenne ; il en est de même pour le charbon de terre. L'avoine est l'un des principaux produits du sol : elle est renommée et s'exporte à Laval. Géologie : schiste argileux. On parle le français [en fait le gallo] »

Ces auteurs précisent aussi qu'il y avait à Erbrée quatre chapelles, qui n'étaient plus desservies en 1843.

### LeXXesiècle

#### LaBelle Époque
Le Journal officiel du 13 mars 1903 indique que Louis Félix Ollivier, député des Côtes-du-Nord, a déposé sur le bureau de l'Assemblée nationale une pétition hostile à la politique menée par le gouvernement d'Émile Combes signée entre autres par 249 habitants d'Erbrée.

#### La Première Guerre mondiale

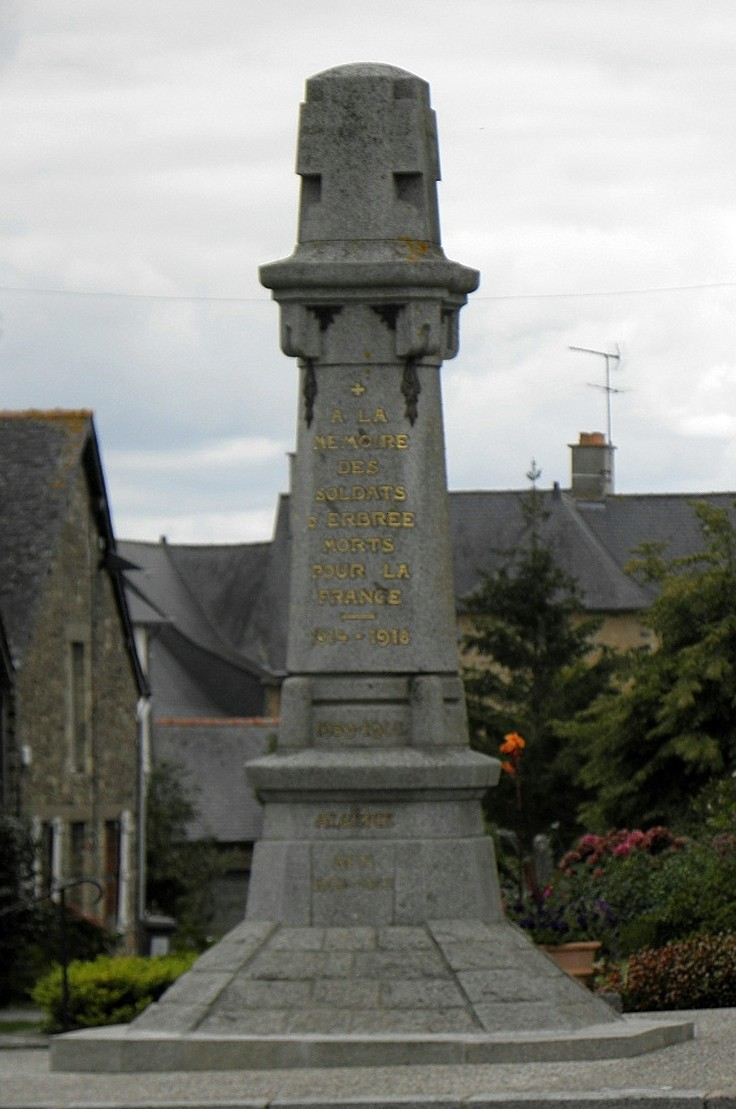
Le monument aux morts d'Erbrée

Le monument aux morts d'Erbrée porte les noms de 74 soldats morts pour la France pendant la Première Guerre mondiale ; parmi eux, deux (Alexis Fougères, Pierre Lemeslif) ont été décorés de la Médaille militaire et de la Croix de guerre et cinq (Léon Diard, Louis Dufeu, Amand Hervagault, Pierre Pannetier, Ferdinand Renoux) de la Croix de guerre. Cinq soldats (Pierre Bouthemy, Alexis Fougères, Pierre Gallon, Léon Guais, Jules Roulin) sont morts en Belgique dès 1914; deux sont morts dans les Balkans (Jean Desbois à Salonique (Grèce) et Joseph Guyon en Serbie, tous les deux en 1916 ; tous les autres sont décédés sur le sol français.

#### L'Entre-deux-guerres
En 1922, la "Société de distribution d'électricité de l'Ouest" mena une enquête publique sur la commune et quelques communes voisines envisageant la création d'un réseau électrique desservant la commune.
Vers 1932, une veuve de guerre en charge de 6 enfants ayant décidé de retirer un d'eux de l'école privée catholique pour le mettre à l'école laïque fut attaquée en chaire par le vicaire et le curé la prévint qu'il allait la faire chasser de sa ferme, ce que décida effectivement son propriétaire ; le fils se pendit.

#### La Seconde Guerre mondiale
Le monument aux morts d'Erbrée porte les noms de huit personnes mortes pour la France pendant la Seconde Guerre mondiale.

#### L'après Seconde Guerre mondiale
Deux soldats originaires d'Erbrée (Michel Hervagault, Joseph Trotin) sont morts pour la France pendant la Guerre d'Algérie.

## Politique et administration

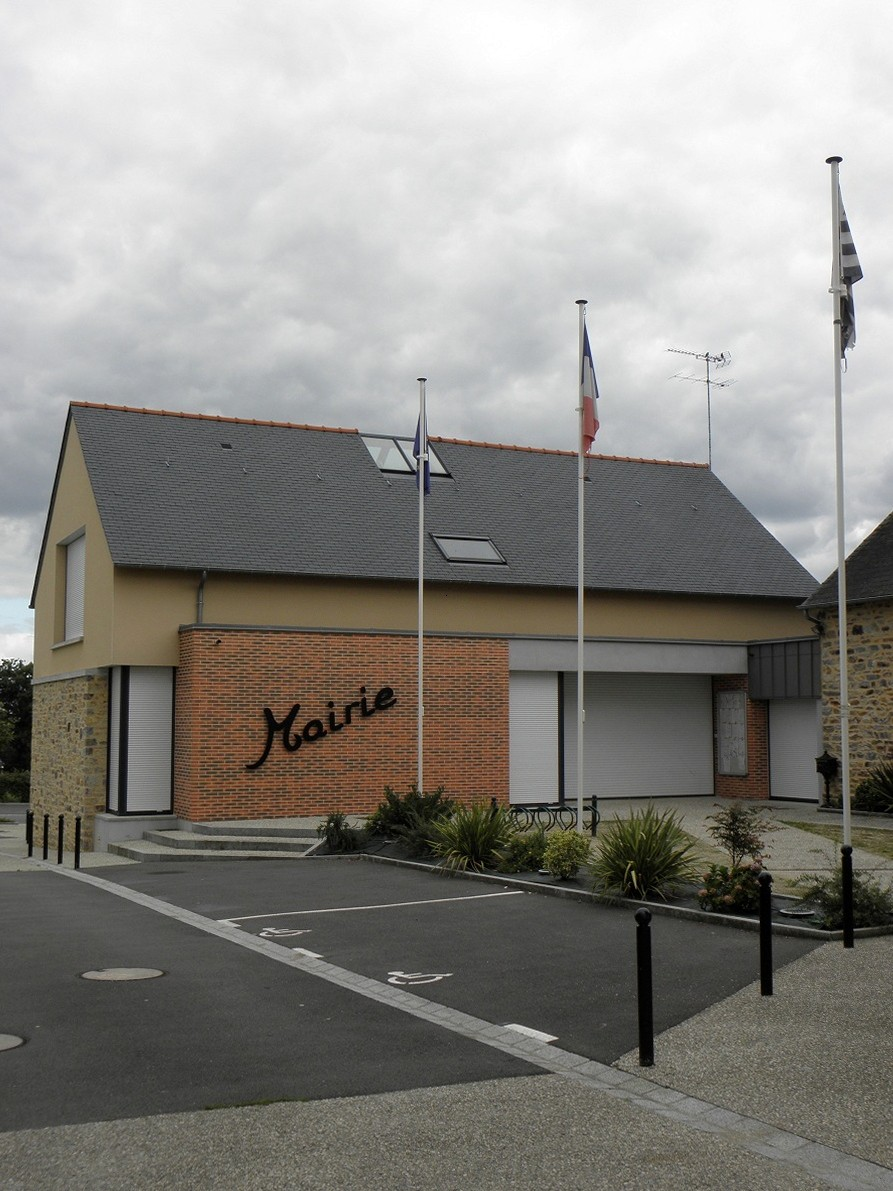
La mairie.

## Héraldique
| Blason | Blasonnement : De sable aux deux lions affrontés d’argent soutenant un écusson du même chargé de trois molettes d’éperon du champ. |

## Démographie
L'évolution du nombre d'habitants est connue à travers les recensements de la population effectués dans la commune depuis 1793. Pour les communes de moins de 10 000 habitants, une enquête de recensement portant sur toute la population est réalisée tous les cinq ans, les populations de référence des années intermédiaires étant quant à elles estimées par interpolation ou extrapolation. Pour la commune, le premier recensement exhaustif entrant dans le cadre du nouveau dispositif a été réalisé en 2007.
En 2022, la commune comptait 1 713 habitants, en évolution de +1,42 % par rapport à 2016 (Ille-et-Vilaine : +5,46 %, France hors Mayotte : +2,11 %).
| 1793  | 1800  | 1806  | 1821  | 1831  | 1836  | 1841  | 1846  | 1851  |
| ----- | ----- | ----- | ----- | ----- | ----- | ----- | ----- | ----- |
| 2 061 | 1 387 | 1 410 | 1 590 | 1 667 | 1 455 | 1 488 | 1 498 | 1 562 |

| 1856  | 1861  | 1866  | 1872  | 1876  | 1881  | 1886  | 1891  | 1896  |
| ----- | ----- | ----- | ----- | ----- | ----- | ----- | ----- | ----- |
| 1 576 | 1 590 | 1 580 | 1 544 | 1 611 | 1 554 | 1 547 | 1 465 | 1 450 |

| 1901  | 1906  | 1911  | 1921  | 1926  | 1931  | 1936  | 1946  | 1954  |
| ----- | ----- | ----- | ----- | ----- | ----- | ----- | ----- | ----- |
| 1 400 | 1 394 | 1 374 | 1 306 | 1 314 | 1 302 | 1 282 | 1 385 | 1 297 |

| 1962  | 1968  | 1975  | 1982  | 1990  | 1999  | 2006  | 2007  | 2012  |
| ----- | ----- | ----- | ----- | ----- | ----- | ----- | ----- | ----- |
| 1 217 | 1 197 | 1 147 | 1 323 | 1 408 | 1 498 | 1 651 | 1 672 | 1 667 |

| 2017  | 2022  | - | - | - | - | - | - | - |
| ----- | ----- | - | - | - | - | - | - | - |
| 1 702 | 1 713 | - | - | - | - | - | - | - |

## Économie

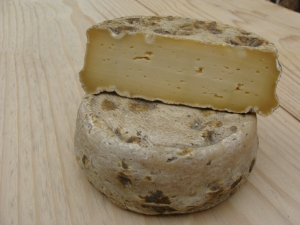
le mézard

Dans la commune de Mondevert, se trouve au Passoir un GAEC de 2 agriculteurs produisant en mode d'agriculture biologique et au Mézard, commune d'Erbrée, la fromagerie qui lui est attachée où est transformé le lait de vache pour l'obtention de 3 types de fromages fermiers portant les marques commerciales Mondevert, Bleu d'Erbrée et Mézard. Ces fromages sont à base de lait cru,.

## Culture locale et patrimoine

### Lieux et monuments
La commune compte un monument historique :
- Le château des Nétumières, édifié au XVIe siècle à l’emplacement d’un château médiéval et restauré au XIXe. Le château et ses dépendances, ainsi qu’un pont probablement gallo-romain situé à proximité, sont inscrits par arrêté du 22 mars 1973[48]. Le château est une propriété privée, fermée aux visites.

Autres lieux et monuments :
- l'église paroissiale Saint-Martin, construite en 1857 par l'architecte vitréen Audrouin ; seule la tour, construite en 1810 par l'architecte Gelly pour compléter l'église précédente, lui est plus ancienne, car elle fut conservée. L'église est en forme de croix latine, de style néogothique et est ornée d'autels, chaires et stalles sculptés en bois par M. Hérault. La flèche qui devait surmonter la tour-clocher n'a jamais été construite[49] ;
- le château des Bretonnières (XVIIe et XIXe siècles), il est inscrit à l'inventaire général du patrimoine culturel[50] ;
- À noter aussi le bois de la Huperie, qui est traversé, depuis 2007, par le contournement du bourg voisin de Mondevert. La présence de batraciens avaient conduit le conseil général d'Ille-et-Vilaine à déplacer le tracé de la route[51].

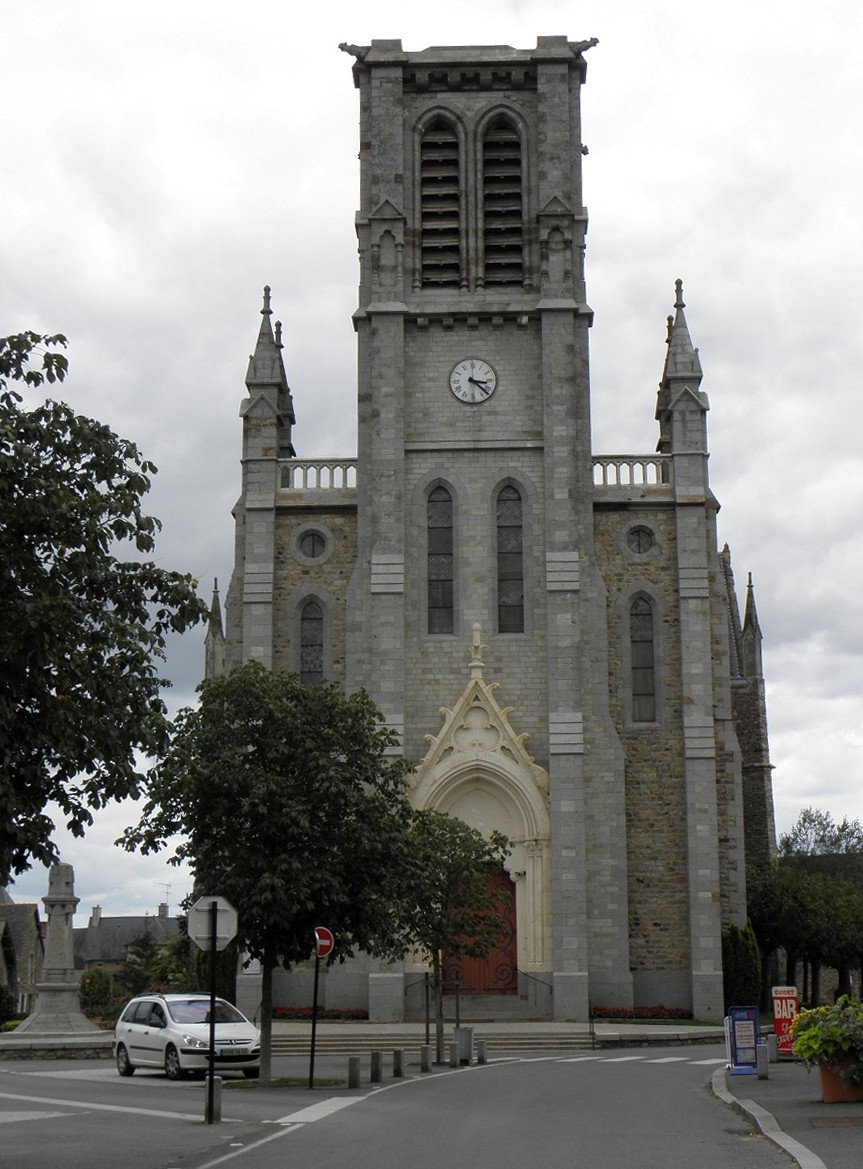
L'église Saint-Martin, façade ouest.
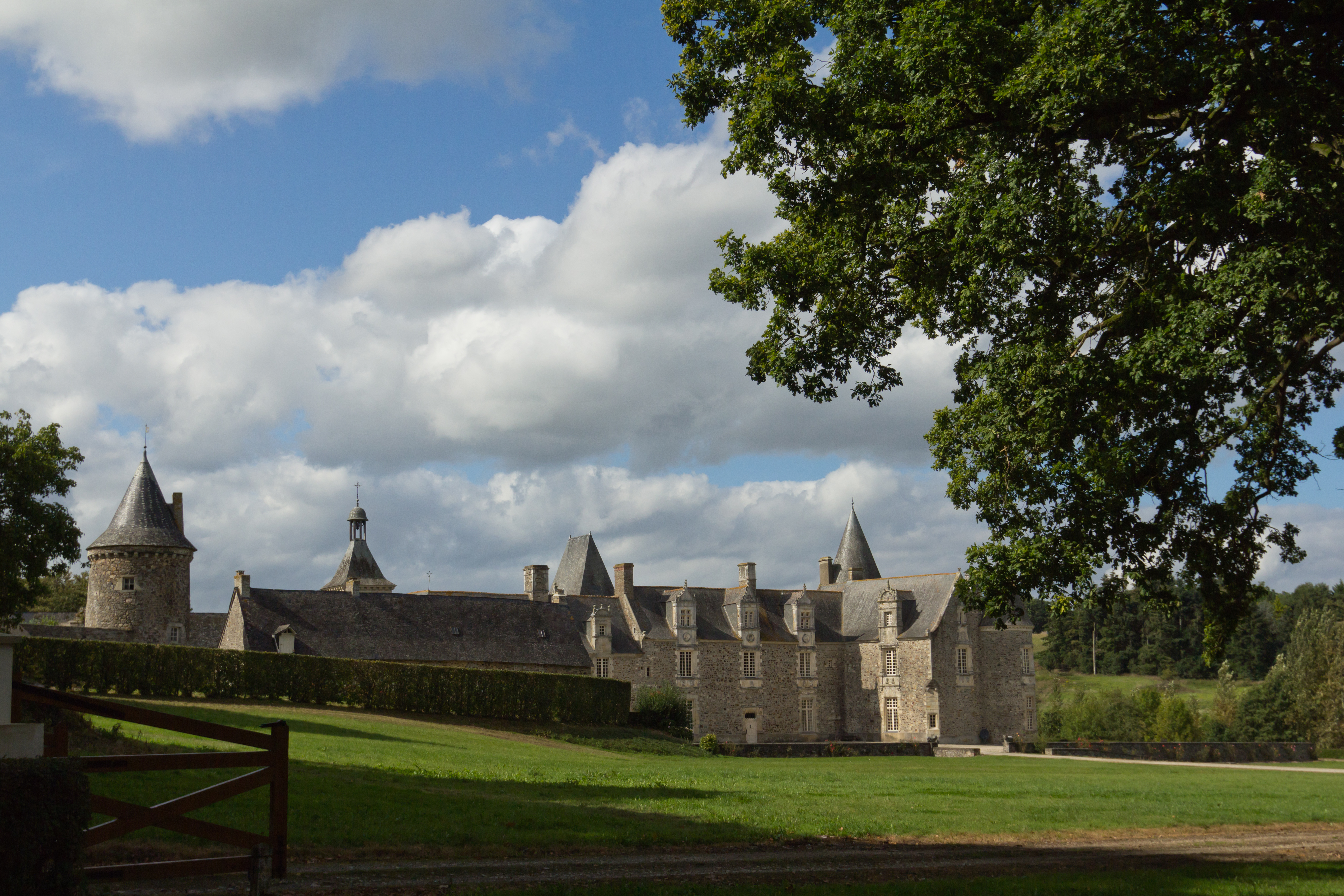
Le château des Nétumières.
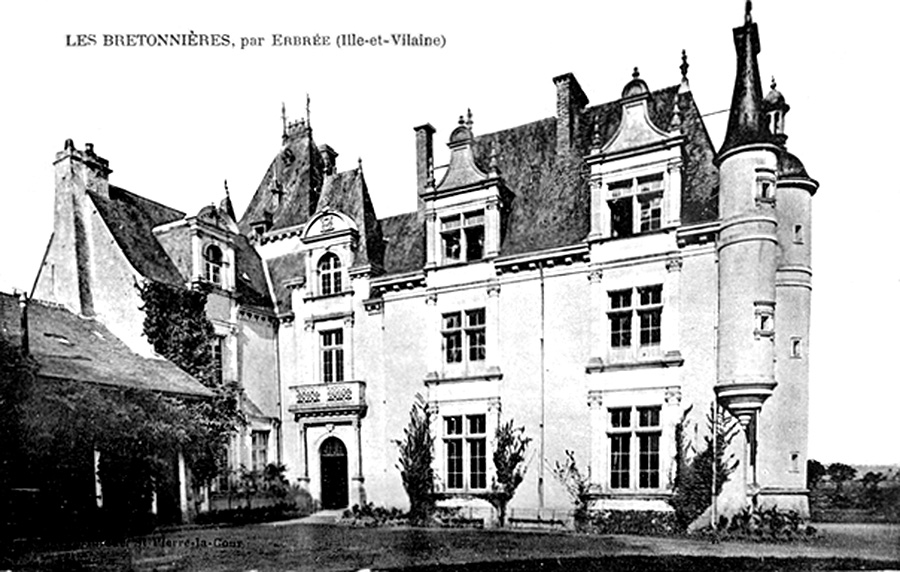
Le château des Bretonnières.
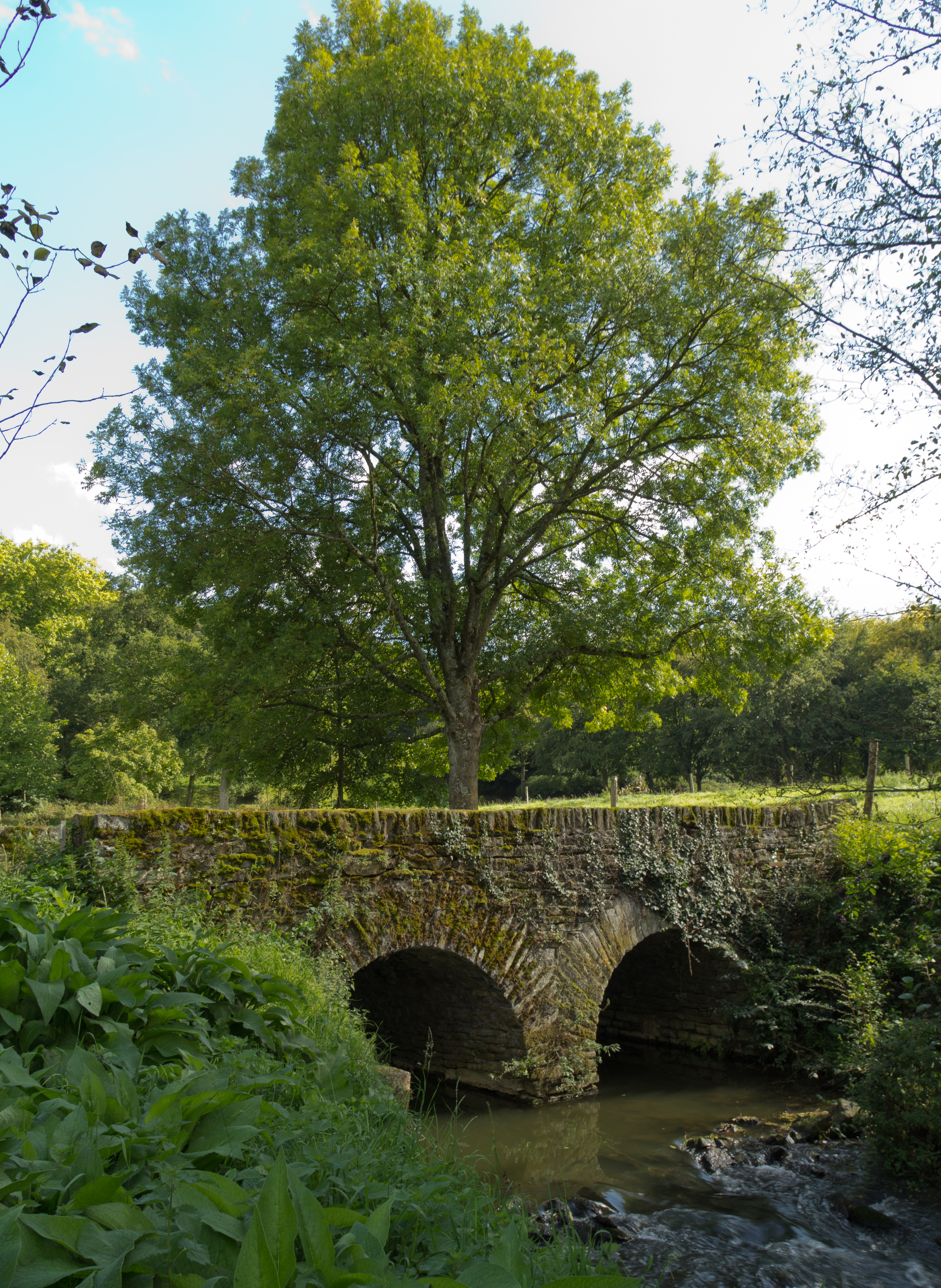
Le pont ancien du château.
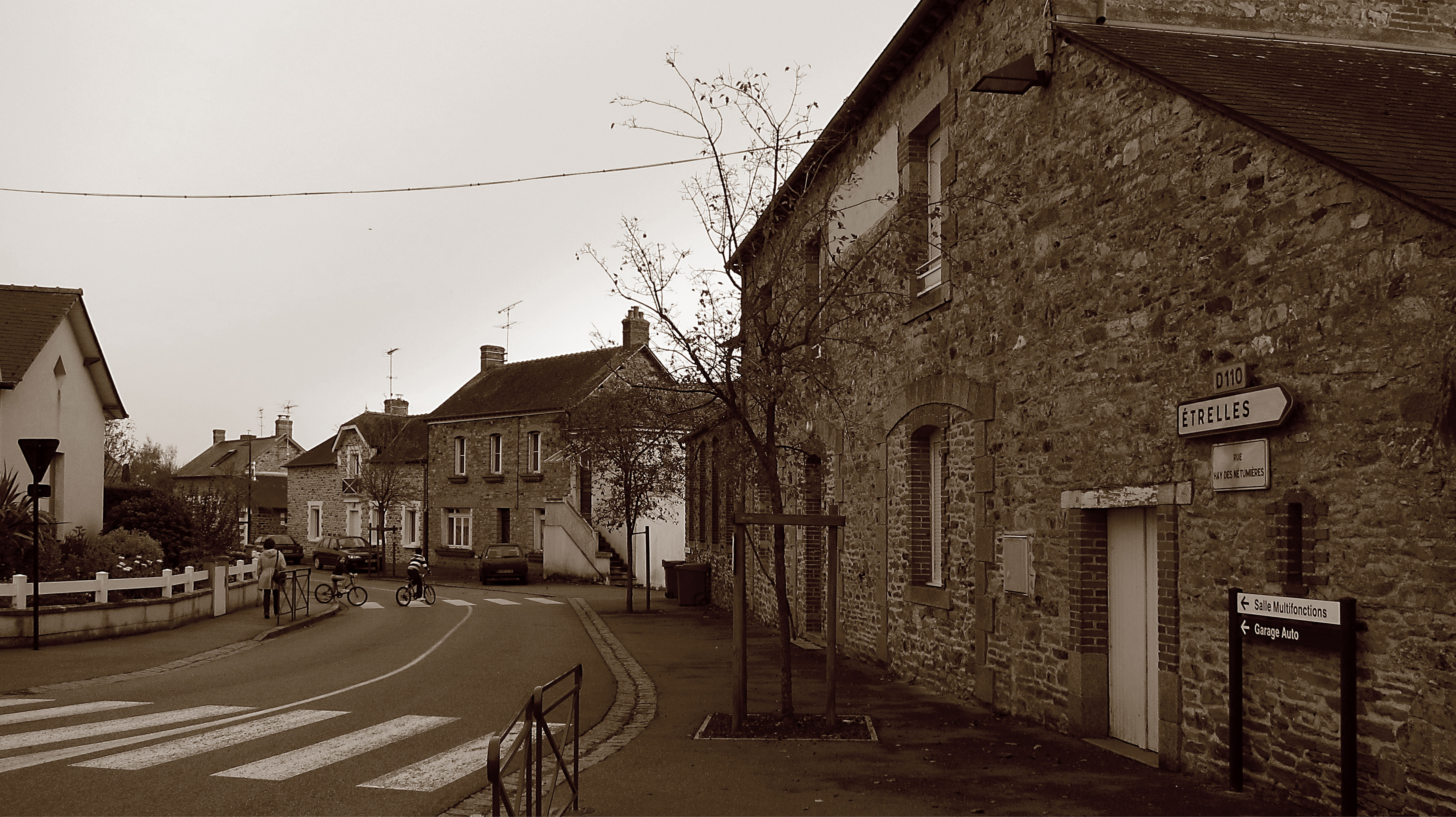
La rue Hay des Nétumières.

### Réseaux
Erbrée est traversée par la voie ferrée reliant Rennes à Paris.
Un point de suivi de la qualité des eaux de la Vilaine est effectué sur Erbrée.

### Sports et loisirs
Dans cette commune, plusieurs associations sont présentes.
Pour le sport: U.S.E.M (foot), ASB (Basket), tennis de table, club de la 2e jeunesse, badminton, hand-ball